# Hysta
Hysta (* 21. Januar 1998, in Frankreich, bürgerlich Thaïs Morel) ist eine französische Hardcore-DJ und -Produzentin. Sie stammt aus dem Underground der französischen Free-Party-Bewegung und wurde Anfang der 2020er Jahre zu einer aufsteigenden Figur in der europäischen Hardcore-Szene. Sie ist bekannt für ihre energiegeladenen Auftritte und ihren einzigartigen Stil, der Rave-Ästhetik mit kraftvollen Sounds verbindet.

## Biografie

### Kindheit und Anfänge
Thaïs Morel wurde 1998 in Frankreich geboren und stammt aus La Gacilly im Departement Morbihan. Sie ist die Schwester des Konditors Pierre Morel. Einen Teil ihrer Kindheit verbrachte sie auf einem Segelboot und bereiste dabei verschiedene Kontinente, was ihre Kultur bereicherte und ihre Abenteuerlust förderte. Als Teenager kehrte sie nach Frankreich zurück und entdeckte die Szene der, wodurch sie sich für Hardcore-Techno begeisterte.
Mit 16 Jahren kaufte sie sich ihre ersten Plattenspieler und begann, auf kleinen lokalen Partys und Raves zu mixen. Schon in jungen Jahren orientierte sie sich an ihrem Bruder, „der seine eigene Marke gegründet hat“, und sprach von Disziplin und harter Arbeit, um sich in der Szene einen Namen zu machen.

### Aufstieg
Hysta begann, in der französischen und europäischen Hardcore-Szene durch ihre Auftritte und ihre Bühnenpräsenz auf sich aufmerksam zu machen. Sie stand mit nationalen Künstlern wie Le Bask und internationalen Künstlern wie Dr. Peacock, N-Vitral, Lady Dammage, Mad Dog und Angerfist in vielen europäischen Ländern, aber auch im Nahen Osten und in den USA auf der Bühne.
2021 veröffentlichte sie ihre erste Single My Secret bei dem Label The Third Movement. Danach folgten weitere Produktionen für renommierte Labels wie Masters of Hardcore und Q-dance Music. Ihre Songs wurden in der Hardcore-Community immer beliebter,. 2022 nahm sie zum ersten Mal am Dominator-Festival teil. 2023 trat sie als erste französische DJ auf der Hauptbühne des Thunderdome-Festivals auf, einem wichtigen Ereignis in der Hardcore-Kultur. Anfang 2024 veranstaltete sie zum ersten Mal ihre eigene Show namens Wolfs City in Bulgarien, mit einer zweiten Ausgabe, die im Mai desselben Jahres im Wonderland in Clichy, Frankreich, stattfand. Am Samstag nimmt sie an, der neuen Illusion-Party, teil, die in Lorient stattfindet.
2024 war auch ihre erste Tournee durch Asien mit sieben Terminen in zwei Wochen in Japan, Südkorea, Taiwan und Malaysia, wo sie als erste weibliche Hardcore-Künstlerin auftrat. Es folgte eine weitere Tour durch Südamerika, beginnend mit Peru, wo Hysta als Headliner beim Hardstyle Revolution Festival auftrat, woraufhin sie beim Wish Dance Festival in Ecuador auftrat. Dies war das erste Mal, dass eine internationale Hardcore-DJ in das Land eingeladen wurde. Sie setzte ihre Tour beim Hardfall Festival in Brasilien fort, bevor sie weiter nach Chile reiste, um ihre Tour mit dem Dreamfields Festival in Mexiko zu beenden.
Hysta ist unter anderem auf zahlreichen Festivals wie Dominator, Defqon.1, Thunderdome, Elektric Park Festival und Tomorrowland aufgetreten.

## Musikalischer Stil
Hystas Musikstil vermischt klassische Hardcore-Techno-Klänge mit modernen und experimentellen Elementen. Als ihre Einflüsse nennt sie Künstler wie Angerfist und Mad Dog. Sie wird auch für ihre Fähigkeit gelobt, eine „ansteckende Energie“ auf ihr Publikum zu übertragen und dabei dem Geist der Underground-Raves treu zu bleiben.

## Diskografie

### Album
- 2021: Riot in Us
- 2024: Born To Go Hard (A Journey Of Movement)

### Singles
- 2021: My Secret (The Third Movement)
- 2021: Game Changer (Cawfee Break)
- 2022: Gabber Madness (Dequinox)
- 2022: Antidote (The Third Movement)
- 2023: Hardcore Masters (The Third Movement)
- 2023: Never Fall (Q-dance Music)
- 2024: Rulers Of Chaos (hymne officiel Masters of Hardcore Austria 2024)
- 2024: Amertume
- 2025: AlienTeens from Outerspace (Hysta Remix)
- 2025: Danger
- 2025: Danger (Gabber Mix)
- 2025: Uprising
- 2025: Falling Down
- 2025: Leave No Trace

### Kooperationen
- Danger (mit Promo)
- Make You Bounce (mit F.Noize)
- Always Rise (mit Korsakoff)
- Choose Life (mit Korsakoff)
- Broken Dream (mit Re-Style)
- Next To You (mit N-XD)
- Till The Sun Is Up (mit Sakyra)